# Giacinto Placido Zurla
Pour les articles homonymes, voir Zurla.
Giacinto Placido Zurla né le 2 avril 1769 à Legnago et mort à Palerme le 29 octobre 1834 est un cardinal italien,  vicaire général du pape Léon XII.

## Biographie
Il appartient à une ancienne famille noble. Après le séminaire à Vérone puis en 1782 des études chez les Barnabites à Crémone, il entre en 1787 dans l'ordre des Bénédictins, ordre camaldule dans le monastère S. Michele di Murano à Venise où il est ami de Mauro Cappellari, futur pape Grégoire XVI, et il se fait connaître par son goût pour l'étude et par ses vertus. Pie VII le crée cardinal in pectore lors du consistoire du 10 mars 1823 et publie cette création le 16 mai 1823. Il lui donne le titre de Santa Croce in Gerusalemme, et Léon XII le nomme son vicaire général. Pendant de longues années, il est à la tête du collège de la Propagande, et il développe ses idées sur l'utilité de cet établissement dans un écrit : Des avantages que les sciences, et surtout la géographie, ont retirés de la religion chrétienne, Rome, 1823. Il se montre, dans ses diverses fonctions administratives, ennemi sévère et vigilant du relâchement, ce qui le rend impopulaire à Rome. 
En 1834, s'étant rendu en Sicile afin de visiter des monastères placés sous son inspection, il meurt à Palerme le 29 octobre. Dans sa Correspondance inédite, publiée à Paris en 2 volumes, H. Beyle (caché sous le nom de Stendhal) trace un portrait peu flatté de Zurla et prétend qu'il fut emprisonné.
Les divers travaux de ce savant sur la géographie du Moyen Âge et sur les services que les Vénitiens ont rendus à cet égard sont justement estimés. Son premier écrit en ce genre : II Mappamondo di fra Mauro descritto ed illustrato, Venise, 1806, in-fol., entre dans des détails fort étendus au sujet d'une carte extrêmement curieuse à l'égard de laquelle on trouvera d'amples renseignements (voir Fra Mauro). 
Un autre écrit : Di Marco Polo e degli altri viaggiatori veneziani, Venise, 1818-1819, 2 vol. in-4, atteste une érudition solide et des recherches patientes. Ces mêmes qualités distinguent la Dissertazione intorno di viaggi e scoperte settentrionale de fratelli Zeni, Venise, 1808 (voir Zeni), et le traité : Dei viagge e délie scoperte africane di Cadamosto, Venezia, 1814.

## Succession apostolique
Giacinto Placido Zurla a ordonné les évêques suivants :
- Évêque Timoteo Maria Ascensi, O.C.D. (1824)
- Évêque Evasio Secundo Agodino (1824)
- Évêque Luigi Paolo Pochettini (es) (1824)
- Évêque Vincenzo-Maria Armentano, O.P. (1824)
- Évêque Nicola Berlingeri (it) (1825)
- Évêque Luigi Canestrari, O.M. (1825)
- Évêque Giuseppe Maria Traversi di Pereta (1825)
- Archevêque Giuseppe de Nobili (1826)
- Évêque Giovanni Battista Sartori (it) (1826)
- Évêque Robert Gradwell (en) (1828)
- Archevêque Filippo Maria Albertino Bellenghi (it), O.S.B.Cam. (1828)
- Évêque Bernardo Antonino Squarcina (it), O.P. (1828)
- Évêque Luigi Francesco Paolo Maria Bovio, O.S.B. (1829)
- Évêque Giovanni Augustoni (de), O.E.S.A. (1829)
- Évêque Frédéric Cao Sanna, Sch.P. (1830)
- Archevêque Antonio Nurigian (1830)
- Évêque Alessandro Berrettini (it) (1830)
- Évêque Michele Amatore Lobetti (it) (1832)
- Archevêque Vito Angelo Salvemini (1832)
- Évêque Luigi Scalabrini (it), O.Carm. (1832)
- Archevêque Jean-Baptiste Auvergne (1833)
- Cardinal Antonio Francesco Orioli, O.F.M.Conv. (1833)
- Évêque Lorenzo Parigini (1833)
- Évêque Bonaventura Cano y Torrente (de), O. de M. (1834)